# Farmacologia

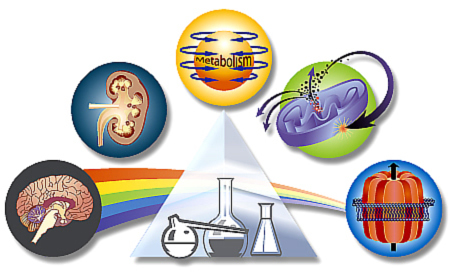
Aquesta il·lustració representa, d'esquerra a dreta, les cinc àrees principals de la farmacologia, que son el cervell, els ronyons, el metabolisme, els radicals lliures, les mitocòndries i la membrana plasmàtica. El arc de sant martí i el prisma representen la fotobiología i els vasos de precipitats la bioquímica

La farmacologia (del grec, pharmacon (φάρμακον), fàrmac, i logos (λόγος), ciència) és la ciència que estudia l'origen, les accions i les propietats que les substàncies químiques exerceixen sobre els organismes vius. Forma part del conjunt de ciències farmacèutiques. En un sentit més estricte es considera la farmacologia com l'estudi dels fàrmacs, tant aquells que tinguin efectes beneficiosos o bé tòxics.
També es pot parlar de farmacologia com l'estudi unificat de les propietats de les substàncies químiques i dels organismes vivents i de tots els aspectes de les seves interaccions, orientat cap al tractament, diagnòstic i prevenció de les malalties.
Es parla de medicament com qualsevol molècula artificial, natural o endògena (de dins del cos) que exerceixi un efecte bioquímic o fisiològic sobre la cèl·lula, el teixit, l’òrgan o l’organisme. De vegades la paraula fàrmac s'utilitza com a terme per englobar aquestes espècies bioactives endògenes i exògenes. Més concretament, és l'estudi de les interaccions que es produeixen entre un organisme viu i els productes químics que afecten la funció bioquímica normal o anormal. Si les substàncies tenen propietats medicinals, es consideren medicaments.
Es considera una aplicació química que incorpora la biologia molecular, fisiologia, biologia cel·lular i bioquímica. Encara que la farmacologia destaca sobre les altres ciències farmacèutiques, no és pas més important que les altres (Química farmacèutica, farmacognòsia, botànica farmacèutica, fitoquímica.).
En la farmacologia es poden distingir dos enfocaments, la farmacologia bàsica i la farmacologia clínica. La farmacologia bàsica recull l'estudi de la naturalesa dels fàrmacs farmacognòsia, l'estudi del qual un organisme fa amb els fàrmacs (farmacocinètica), l'estudi del qual els fàrmacs fan sobre l'organisme (farmacodinàmia) i la racionalitat d'aplicar un fàrmac al tractament d'una malaltia (farmacoteràpia). La farmacologia clínica recull les observacions fruit de l'aplicació dels fàrmacs als humans sans i malalts. La seva metodologia emprada és l'assaig clínic i l'estudi del procés del tractament és la farmacovigilància.
Els farmacòlegs estableixen la classificació terapèutica dels medicaments, és a dir, el benefici relatiu que proporcionen davant la seva toxicitat a dosis diferents. Això ajuda a definir la dosi d'un fàrmac que més beneficiarà a un malalt. També estudien com afecten les distintes situacions davant els mecanismes d'acció, l'excreció del fàrmac, la biodisponibilitat, l'absorció pels mateixos teixits i el seu metabolisme.
Farmacologia no és sinònim de farmàcia i sovint es confonen els dos termes. La farmacologia, una ciència biomèdica, s'ocupa de la investigació, el descobriment i la caracterització de productes químics que mostren efectes biològics, i l’aclariment de la funció cel·lular i de l’organisme en relació amb aquests productes químics. En canvi, la farmàcia, una professió de serveis sanitaris, es preocupa per l’aplicació dels principis apresos de la farmacologia en els seus entorns clínics; sigui en una funció dispensadora o assistencial. En qualsevol dels dos camps, el contrast principal entre tots dos és la seva distinció entre l’atenció directa al pacient, la pràctica de farmàcia i el camp de la investigació orientada a la ciència, impulsat per la farmacologia.

## Etimologia
La paraula farmacologia deriva del grec φάρμακον, pharmakon, "droga, verí" i -λογία, -logia "estudi de", "coneixement de" (cf. l'etimologia de farmàcia). Pharmakon es relaciona amb pharmakos, el sacrifici ritualista o l'exili d'un boc expiatori o víctima en la Religió de l'antiga Grècia.
El terme modern farmacèutic s'utilitza de manera més àmplia que el terme droga perquè inclou substàncies endògenes i substàncies biològicament actives que no s'utilitzen com a medicaments. Normalment inclou agonistes i antagonistes farmacològics, però també inhibidors d'enzims (com ara inhibidors de Monoaminooxidasa).

## Història

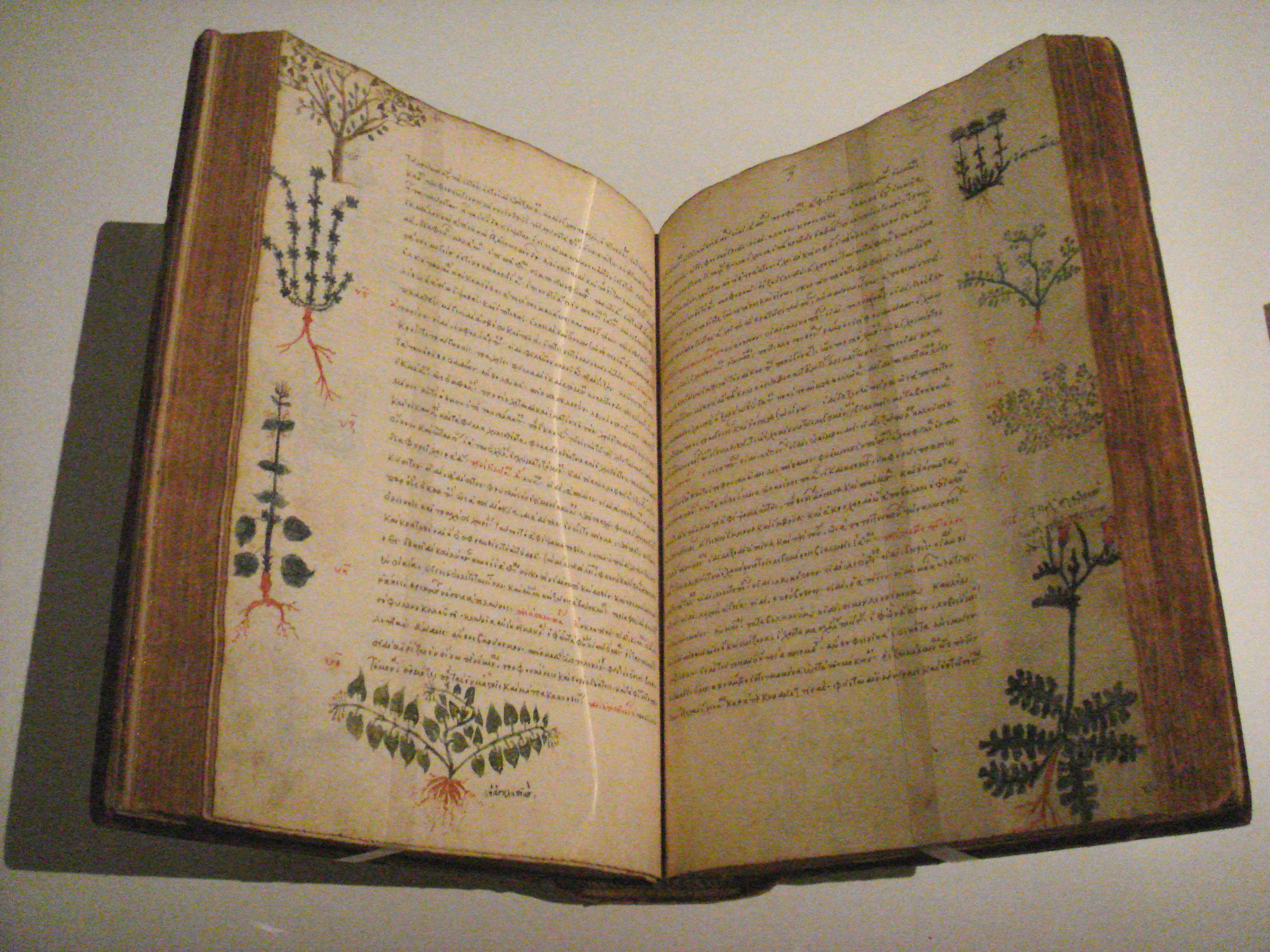
Matèria mèdica de Dioscorides versió romana d'Orient del segle XV

Existeix una evolució històrica, des de l'antiguitat clàssica fins als nostres dies que marca el curs d'aquesta ciència, sempre relacionada amb la medicina. Les tauletes cuneïformes sumèries registren les receptes de medicaments. El coneixement farmacològic de l'antic Egipte es va registrar en diversos papirs com el papir d'Ebers del 1550 aC que incloïa un document de 1.100 pàgines sobre 800 receptes que utilitzaven 700 fàrmacs majoritàriament derivats de plantes. Del 60 al 78 dC, el metge grec Dioscòrides Pedaci va escriure un llibre de cinc volums, De Materia Medica, que abastava més de 600 plantes i esdevindria la base de molts textos medievals i va ser adoptat per molts científics de l'Orient Mitjà durant l'edat d'or de l'islam.
La distinció més antiga entre medicina i farmàcia com a disciplines va començar al segle vii, quan van aparèixer els farmacèutics i els apotecaris als primers hospitals. La demanda de drogues va augmentar a mesura que augmentava la població. Al segle ix on la farmàcia es va establir com una professió independent i ben definida pels estudiosos musulmans. Molts historiadors diuen que l'obertura de la primera farmàcia privada al segle VIII marca la independència de la farmàcia de la medicina.
Els orígens de la farmacologia clínica occidental es remunten a l'edat mitjana, amb farmacognòsia i el Cànon de la Medicina d'Avicenna, el Comentari sobre Isaac de Pedro de España i el Comentari sobre l'Antidorari de Nicolau John de St Amand. La farmacologia primerenca es va centrar en l'herboristeria i les substàncies naturals, principalment extretes de plantes. Els medicaments es van compilar en llibres anomenats farmacopees. Les drogues crues s'utilitzen des de la prehistòria com a preparació de substàncies de fonts naturals. No obstant això, el principi actiu de les drogues crues no es purifica i la substància s'adultera amb altres substàncies.
La medicina tradicional varia entre cultures i pot ser específica per a una cultura en particular, com en la medicina tradicional xinesa, mongola, tibetana i coreana. No obstant això, bona part d'elles s'han considerat com una pseudociència. Les substàncies farmacològiques conegudes com a enteògens poden tenir un ús espiritual i religiós i un context històric.
Al segle xvii, el metge anglès Nicholas Culpeper va traduir i utilitzar textos farmacològics. Culpeper va detallar les condicions de les plantes i els seus tractaments. Al segle xviii, gran part de la farmacologia clínica va ser establerta pel treball de William Withering. La farmacologia com a disciplina científica no va avançar fins a mitjan segle xix enmig del gran ressorgiment biomèdic d’aquell període. Abans de la segona meitat del segle xix, la notable potència i especificitat de les accions de fàrmacs com la morfina, la quinina i la digitalis s'explicaven vagament, fent referència a extraordinàries potències químiques i afinitats a determinats òrgans o teixits. El primer departament de farmacologia va ser creat per Rudolf Buchheim el 1847, com a reconeixement de la necessitat d’entendre com els medicaments terapèutics i els verins produïen els seus efectes. Posteriorment, el primer departament de farmacologia d'Anglaterra es va crear el 1905 al University College de Londres.
La farmacologia es va desenvolupar al segle xix com una ciència biomèdica que aplicava els principis de l'experimentació científica a contextos terapèutics. L’avanç de les tècniques de recerca va impulsar la comprensió i la investigació farmacològica. El desenvolupament de la preparació del bany d’òrgans, on es connecten mostres de teixits a dispositius de registre, com ara un miògraf, i les respostes fisiològiques després de l’aplicació del medicament, van permetre analitzar els efectes dels medicaments sobre els teixits. El desenvolupament de l'assaig d'unió de lligands el 1945 va permetre quantificar la Constant d'equilibri de fàrmacs a targetes químiques. Els farmacòlegs moderns utilitzen tècniques de genètica, biologia molecular, bioquímica i altres eines avançades per transformar la informació sobre mecanismes i targes moleculars en teràpies dirigides contra malalties, defectes o patògens, i creen mètodes per a la cura preventiva, el diagnòstic i, finalment, la medicina personalitzada.

## Divisions
La disciplina de la farmacologia es pot dividir en moltes sub disciplines cadascuna amb un enfocament específic.

### Sistemes del cos

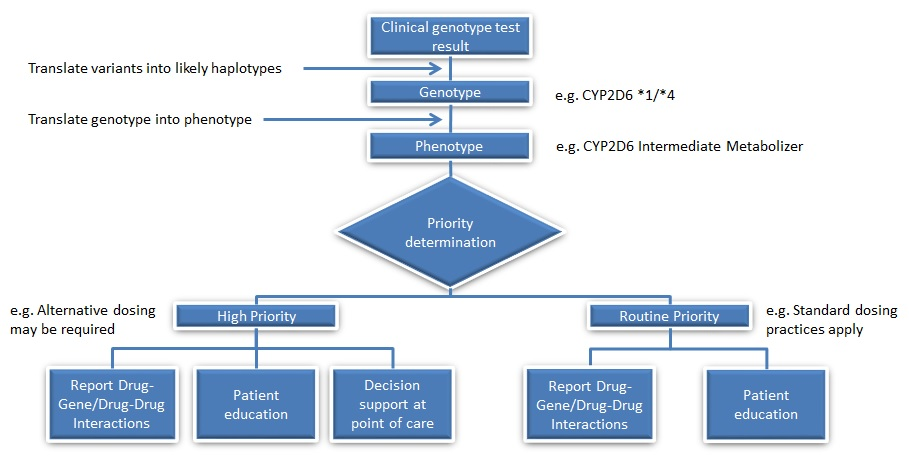
Un procés global de com funciona la farmacogenòmica en una pràctica clínica. A partir dels resultats del genotip cru, això es tradueix al tret físic, el fenotip. Basant-se en aquestes observacions, s'avalua la dosificació òptima.

La farmacologia també es pot centrar en sistemes específics que componen el cos. Les divisions relacionades amb els sistemes corporals estudien els efectes dels fàrmacs en diferents sistemes del cos. Aquests sistemes estudien principalment la neurofarmacologia, pel sistema nerviós central i perifèric, i la immunofarmacologia pel sistema immunitari. Altres divisions inclouen la farmacologia cardiovascular, renal i endocrina. La psicofarmacologia és l'estudi de l’ús de medicaments que afecten la psique, la ment i el comportament (per exemple, antidepressius) en el tractament de trastorns mentals (per exemple, depressió). El camp relacionat de la neuropsicofarmacologia se centra en els efectes dels medicaments en la superposició entre el sistema nerviós i la psique.
La farmacometabolòmica, també coneguda com a farmacometabonomia, és un camp que prové de la metabolòmica, la quantificació i anàlisi dels metabòlits produïts pel cos. Es refereix a la mesura directa de metabòlits en els líquids corporals d’un individu, per tal de predir o avaluar el metabolisme dels compostos farmacèutics i per comprendre millor el perfil farmacocinètic d’un medicament. La farmacometabolòmica es pot aplicar per mesurar els nivells de metabòlits després de l'administració d'un medicament, per tal de controlar els efectes del medicament sobre les vies metabòliques. La farmacomicrobiòmica estudia l'efecte de les variacions dels microbiomes sobre la disposició, l’acció i la toxicitat dels medicaments. La farmacomicrobiòmica es preocupa per la interacció entre medicaments i el microbioma intestinal. La farmacogenòmica és l'aplicació de tecnologies genòmiques al descobriment de fàrmacs i a la caracterització addicional de medicaments relacionats amb el genoma sencer d'un organisme. estudia els patrons de marcatge epigenètics subjacents que condueixen a variacions en la resposta d'un individu al tractament mèdic.

### Pràctica clínica i descobriment de fàrmacs
La farmacologia clínica és la ciència bàsica de la farmacologia que se centra en l'aplicació de principis i mètodes farmacològics a la clínica mèdica i cap a l'atenció i els resultats dels pacients.
La farmacologia està estretament relacionada amb la toxicologia. Tant la farmacologia com la toxicologia són disciplines científiques que se centren a comprendre les propietats i les accions dels productes químics. No obstant això, la farmacologia posa èmfasi en els efectes terapèutics de productes químics, generalment medicaments o compostos que podrien convertir-se en medicaments, mentre que la toxicologia és l'estudi dels efectes adversos de la substància química i de l'avaluació de riscos.
El coneixement farmacològic s'utilitza per assessorar la farmacoteràpia en medicina i farmàcia.

#### Descobriment de fàrmacs

Diagrama del descobriment de fàrmacs

En els camps de la medicina, la biotecnologia i la farmacologia, el descobriment de fàrmacs és el procés mitjançant el qual es descobreixen candidats a nous medicaments.
Històricament, les drogues es van descobrir identificant el principi actiu a partir dels remeis tradicionals o mitjançant un descobriment serendípit, com va passar amb la penicil·lina. Més recentment, es van examinar biblioteques químiques de petites molècules petites, productes naturals o extractes en cèl·lules intactes o organismes sencers per identificar substàncies que tenien un efecte terapèutic desitjable en un procés conegut com a farmacologia clàssica. Després de la seqüenciació del genoma humà que va permetre la clonació i síntesi ràpides de grans quantitats de proteïnes purificades, s'ha convertit en una pràctica habitual utilitzar el cribratge d’alt rendiment de grans biblioteques de compostos contra dianes biològiques aïllades que, segons la hipòtesi, poden modificar la malaltia en un procés conegut com a revers farmacològic. Els èxits d'aquestes pantalles es posen a prova a les cèl·lules i després als animals per comprovar-ne l'eficàcia.
El descobriment de fàrmacs moderns consisteix en la identificació d’èxits de detecció, química farmacèutica i l’optimització d’aquests impactes per augmentar l'afinitat, la selectivitat (per reduir el potencial d’efectes secundaris), l'eficàcia / potència, l'estabilitat metabòlica (per augmentar la semivida), i biodisponibilitat oral. Un cop identificat un compost que compleixi tots aquests requisits, el procés de desenvolupament de medicaments pot continuar. Si té èxit, es desenvolupen assajos clínics.
El descobriment modern de fàrmacs sol ser, doncs, un procés d'inversió de capital intensiu que implica grans inversions per part d’empreses de la indústria farmacèutica i també de governs nacionals (que proporcionen subvencions i garanties de préstecs). Malgrat els avenços tecnològics i la comprensió dels sistemes biològics, el descobriment de fàrmacs segueix sent un procés llarg, "car, difícil i ineficient", amb una baixa taxa de descobriment terapèutic nou. El 2010, el costos de recerca i desenvolupament de cada nova entitat molecular va arribar a uns 1.800 milions de dòlars EUA. Al segle xxi, la investigació bàsica sobre el descobriment està finançada principalment per governs i organitzacions filantròpiques, mentre que el desenvolupament en fase final està finançat principalment per empreses farmacèutiques o capitals de risc. Per poder entrar al mercat, els medicaments han de passar diverses fases d’èxit dels assaigs clínics i passar per un nou procés d’aprovació de medicaments, anomenat New Drug Application als Estats Units.